# Tergenye
Tergenye (szlovákul Trhyňa)  Peszektergenye településrésze, korábban önálló falu Szlovákiában, a Nyitrai kerület Lévai járásában.

## Fekvése
Lévától 23 km-re délkeletre fekszik.

## Története
Tergenye területén már az őskorban éltek emberek.
1307-ben és 1360-ban említik egy út (antiqua via) kapcsán. 1399 karácsonyán Peszeken és Tergenyén Figed-i István hatalmaskodott. 1402-ben Wezews György mester átadja birtokai egy részét, köztük a Tergenyeieket is mostohaanyjának. 1404-ben Zechen-i Konia bán fia, Simon ajtónállómester elfoglalt néhány itteni szántót. Régi temploma a 15. században épült. 1549-ben 10 portája a Lévai várhoz tartozott. A reformáció során a község népe is az új hitre tért, de az ellenreformáció során a reformátusokat nagyrészt elűzték a faluból. A 19. század elején birtokosa az Eszterházy család volt, akik a Garam völgyéből katolikus németeket és szlovákokat telepítettek ide, ezek azonban később elmagyarosodtak.
Vályi András szerint "TERGENYE. Magyar falu Hont Várm. földes Ura Hg. Eszterházy Uraság, lakosai többfélék, fekszik Nemes Oroszihoz közel, és annak filiája; határja ollyan, mint Nagy Peszeké."
Fényes Elek szerint "Tergenye, magyar falu, Honth vgyében, a Szikincze vize mellett: 221 kath., 16 evang., 135 ref. lak., jó legelővel, erdővel, bortermesztéssel, vizimalommal. Ref. anyatemplom. F. u. többen. Ut. p. Zeliz."
Hont vármegye monográfiája szerint "Tergeny, magyar kisközség, a Szikincze patak mellett, 88 házzal; ev. ref. és részben róm. kath. vallású lakosainak száma, mely a legutóbbi népszámláláskor 543 volt, maig 443-ra olvadt le. A község körjegyzőségi székhely; vasúti állomása és távirója Zseliz, postája helyben van. Már 1307-ben Villa Tergenye alakban említik. Régisége mellett szól temploma, mely a XV. században épült és legujabb időkig eredeti alakjában volt látható, mígnem 1892-ben újjá építették. A mult század elején a gróf Esterházy család volt az ura, jelenleg gróf Breuner örököseinek van itt nagyobb birtokuk. Az 1816. évi nagy inség alkalmával ide telepített német és tót lakosok azóta teljesen megmagyarosodtak."
A trianoni békeszerződésig Hont vármegye Vámosmikolai járásához tartozott. Nagypeszeket és Tergenyét 1960-ban egyesítették.

## Népessége
1910-ben 539-en, túlnyomórészt magyar anyanyelvűek lakták.
2001-ben Peszektergenye 629 lakosából 358 szlovák és 254 magyar volt.

## Nevezetességei
- Tergenye katolikus temploma eredetileg 15. századi, 1892-ben újjáépítették, mely által eredeti formáját elveszítette.

## Híres emberek
- Az itteni Eszterházy-uradalom gyakori vendége volt a híres zeneszerző, Franz Schubert is, aki a hagyomány szerint itt írta a Müller-dalokat.

## Külső hivatkozások
- Községinfó
- Peszektergenye Szlovákia térképén[halott link]
- Alapinformációk